# Luciano Bucci
Luciano Bucci (Castel Frentano, 14 febbraio 1842 – Sora, 14 ottobre 1900) è stato un vescovo cattolico e francescano italiano.

## Biografia
Nacque a Castel Frentano e divenne francescano. Rivestì importanti ruoli nell'ordine dei frati minori e nel 1850 papa Pio IX lo elesse "definitore generale" degli Osservanti, Riformati, Alcantarini e Discalciati. Insieme al P. Marcellino Cervone da Lanciano, nominato Ministro Provinciale nel 1886 e 1897, contribuì a riaprire diversi Conventi francescani soppressi nel 1866 in Abruzzo, soprattutto il Ritiro di Orsogna, il convento di S. Antonio di Lanciano, e il convento di Castel Frentano.
Il 14 dicembre 1899 fu eletto vescovo di Aquino, Sora e Pontecorvo. Si spense a Sora il 14 ottobre 1900 all'età di 58 anni.

## Genealogia episcopale
La genealogia episcopale è:
- Cardinale Scipione Rebiba
- Cardinale Giulio Antonio Santori
- Cardinale Girolamo Bernerio, O.P.
- Arcivescovo Galeazzo Sanvitale
- Cardinale Ludovico Ludovisi
- Cardinale Luigi Caetani
- Cardinale Ulderico Carpegna
- Cardinale Paluzzo Paluzzi Altieri degli Albertoni
- Papa Benedetto XIII
- Papa Benedetto XIV
- Cardinale Enrico Enriquez
- Arcivescovo Manuel Quintano Bonifaz
- Cardinale Buenaventura Córdoba Espinosa de la Cerda
- Cardinale Giuseppe Maria Doria Pamphilj
- Papa Pio VIII
- Papa Pio IX
- Cardinale Alessandro Franchi
- Cardinale Gaetano Aloisi Masella
- Vescovo Luciano Bucci, O.F.M.